# Ctenotus coggeri
Espèce
Ctenotus coggeri est une espèce de sauriens de la famille des Scincidae.

## Répartition
Cette espèce est endémique du Territoire du Nord en Australie.

## Étymologie
Cette espèce est nommée en l'honneur d'Harold George Cogger.

## Publication originale
- Sadlier, 1985 : A new Australian scincid lizard, Ctenotus coggeri, from the Alligator Rivers region, Northern Territory. Records Of The Australian Museum, vol. 36, no 3, p. 153-156 (texte intégral).